# Karl Aspelin

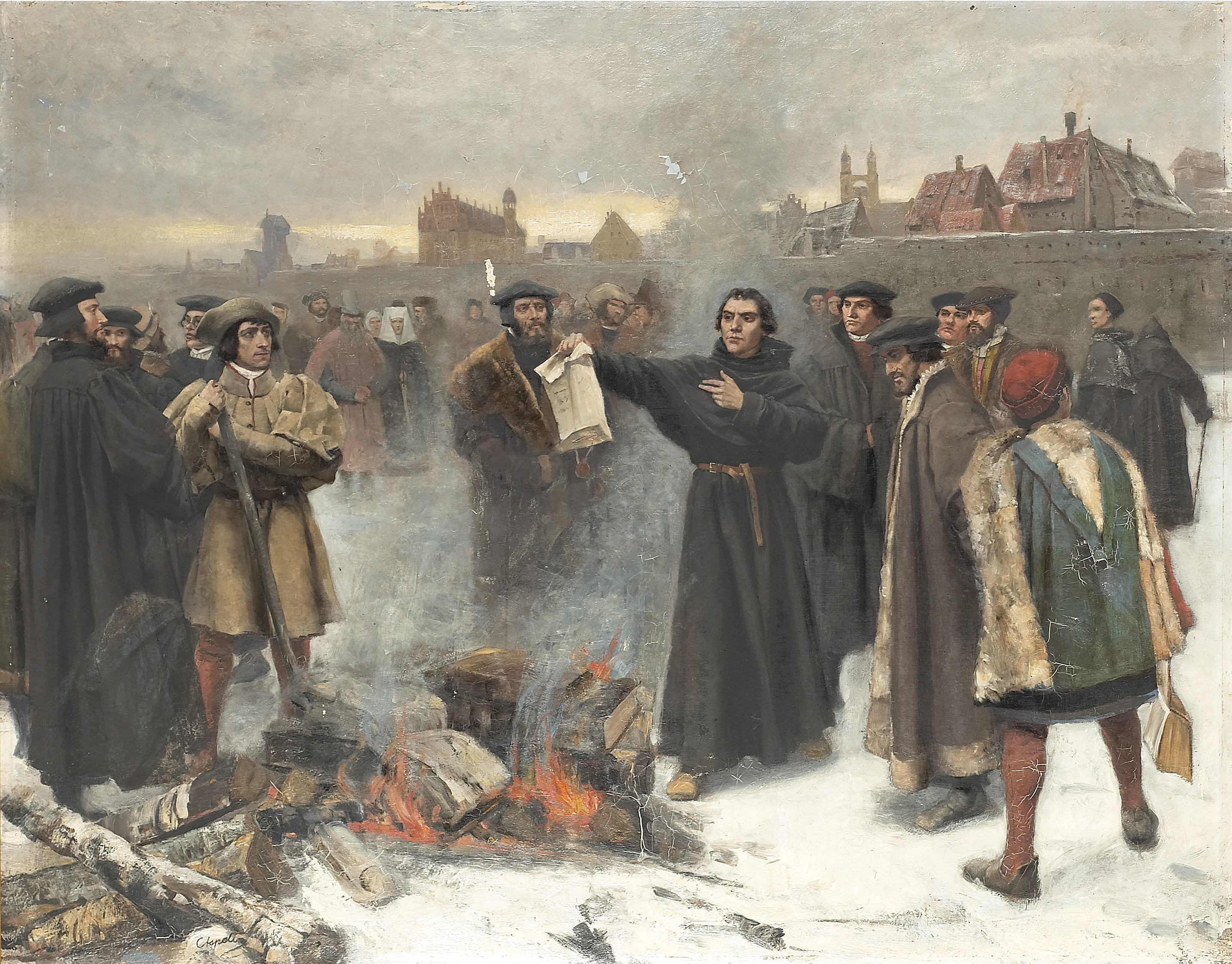
Luther uppbränner den påfliga bullan, målad av Karl Aspelin. Motivet var givet av Konstakademien inför dess pristävling år 1885. Aspelin vann för denna tavla Akademiens stora pris.

Karl Johan Vilhelm Louis Aspelin, född 28 april 1857 i Dädesjö, Småland, död 9 april 1932 i Lund, var en svensk bildkonstnär och tecknare. Han målade och tecknade porträtt, interiörer och landskap.
Som enda överlevande barn till provinsialläkaren John Gustaf Aspelin och Regina Hedenstierna växte Karl Aspelin upp i Brösarp på Österlen. Han studerade vid Konstakademien i Stockholm, och sedan i Paris och Köpenhamn. Då han återvände till hemlandet efter studierna bosatte han sig i för gott i Kivik.
Karl Aspelin var en genremålare som sedan blev impressionist. Han samlade vänner och kollegor från Konstakademin och Konstnärsförbundet omkring sig i Villa Solbacken med utsikt över Hanöbukten och ateljé i tidstypisk stil. "Kiviksskolan", Österlens första konstnärskollektiv, blev mycket omtalad.
Aspelin var även verksam som pastellmålare och tecknare, bland annat illustrerade han flera av Henrik Wranérs berättelser. Aspelin finns representerad vid bland annat Nationalmuseum i Stockholm.
Karl Aspelin var far till Gunnar Aspelin och farfar till Gert Aspelin. De är alla begravda på Södra Mellby kyrkogård.